# Mikjö Dordže
Mikjö Dordže (1507–1554) byl 8. karmapa školy Karma Kagjü a byl znám především jako autor ve všech oborech buddhistické filozofie.
Narodil se v tibetské provincii Nagam Čhu ve východním Tibetu, Khamu. Podle legendy se ihned po narození posadil a pronesl: „Já jsem karmapa!“. Avšak jiné dítě z provincie Amdo o sobě také tvrdilo, že je karmapa. Spor byl vyřešen tak, že se před děti položilo mnoho předmětů, mezi kterými byly některé patřící Čhödagovi Gjamcchovi, 7. karmapovi. To dítě, které vybere předměty pařící předešlému karmapovi, je pak prohlášeno za jeho inkarnaci. Tato metoda od té doby patří ke standardním metodám, jak rozeznat převtělence. Mikjö Dordže byl schopen tyto věci vybrat, zatímco druhý kandidát nikoli.
Mikjö Dordže za svůj život napsal velmi mnoho spisů. Jako jeho předchůdci byl i on pozván ke dvoru čínského císaře. Avšak řekl, že je zbytečné tam chodit, protože císař do té doby zemře. Podle legendy tomu tak skutečně bylo.
8. karmapa dostal všechny nauky Karma Kagjü od Denmy Dubthoba Taši Paldžora, ale studoval a praktikoval také pod vedením mnoha jiných mistrů. Klíčové nauky linie Karma Kagjü předal 5. Šamarpovi Könčhogovi Jönlagovi, který se stal následujícím držitelem linie. Karmapa Mikjö Dordže zemřel ve věku 47 let.